# Persone di nome Tiago/Calciatori
| Questa pagina contiene informazioni ricavate automaticamente dalle voci biografiche con l'ausilio del template Bio e di un bot. L'aggiornamento è periodico e automatico e ricostruisce completamente la pagina. Se manca una persona in questa lista, sei pregato di non aggiungerla, ma accertati piuttosto che la sua voce biografica contenga il template Bio e che i dati anagrafici siano correttamente compilati. Se il template Bio manca, inseriscilo tu stesso o, in alternativa, metti l'avviso {{tmp\|Bio}} che ne segnala la mancanza. Se i dati riportati sono sbagliati, correggi direttamente la voce biografica; le modifiche saranno visibili in questa lista entro pochi giorni. Per chiarimenti vedi il progetto antroponimi. La lista contiene solo le 62 persone che sono citate nell'enciclopedia e per le quali è stato implementato correttamente il template Bio. Pagina aggiornata al 6 ago 2025. |

Questa è una lista di persone presenti nell'enciclopedia che hanno il nome Tiago e sono calciatori.

## A(4)
- Tiago Araújo, calciatore portoghese (Póvoa de Varzim, n. 2001)
- Tiago Alves, calciatore brasiliano (São João do Araguaia, n. 1993)
- Tiago Araújo Brito, calciatore portoghese (Viana do Castelo, n. 2000)
- Tiago Gouveia, calciatore portoghese (Lisbona, n. 2001)

## B(2)
- Tiago Banega, calciatore argentino (Primero de Mayo, n. 1999)
- Tiago Pinto, ex calciatore portoghese (Porto, n. 1988)

## C(12)
- Bebé, calciatore portoghese (Lisbona, n. 1990)
- Tiago Caballero, calciatore paraguaiano (n. 2005)
- Tiago Calvano, ex calciatore brasiliano (Rio de Janeiro, n. 1981)
- Tiago Campagnaro, ex calciatore brasiliano (Campo Largo, n. 1983)
- Tiago Casasola, calciatore argentino (Buenos Aires, n. 1995)
- Tiago Cametá, calciatore brasiliano (Cametá, n. 1992)
- Tiago Gabriel, calciatore portoghese (Montauban, n. 2004)
- Tiago Cravero, calciatore argentino (Córdoba, n. 2002)
- Tiago Ferreira, calciatore portoghese (Porto, n. 1993)
- Rabiola, ex calciatore portoghese (Guimarães, n. 1989)
- Tiago Santos, calciatore portoghese (Lisbona, n. 2002)
- Tiago Ronaldo, calciatore portoghese (Loures, n. 1989)

## D(4)
- Tiago Gomes, ex calciatore portoghese (Oeiras, n. 1986)
- Tiago Tomás, calciatore portoghese (Lisbona, n. 2002)
- Tiago da Rocha Vieira Alves, calciatore brasiliano (Trajano de Moraes, n. 1994 - La Unión, † 2016)
- Tiago dos Santos Alves, ex calciatore brasiliano (Belo Horizonte, n. 1984)

## E(1)
- Tiago Djaló, calciatore portoghese (Amadora, n. 2000)

## F(3)
- Tiago Adan, ex calciatore brasiliano (Votorantim, n. 1988)
- Tiago Morais, calciatore portoghese (Espinho, n. 2003)
- Tiago Gomes, ex calciatore portoghese (Vila Franca de Xira, n. 1985)

## G(2)
- Tiago Galletto, calciatore spagnolo (Palma di Maiorca, n. 2002)
- Tiago Galvão da Silva, calciatore brasiliano (San Paolo, n. 1989)

## H(1)
- Tiago Ribeiro, calciatore portoghese (Vila Nova de Gaia, n. 2002)

## I(1)
- Tiago Ilori, calciatore portoghese (Londra, n. 1993)

## J(2)
- Tiago Caeiro, ex calciatore portoghese (Vila Franca de Xira, n. 1984)
- Tiago Jorge Honório, ex calciatore brasiliano (Americana, n. 1977)

## L(2)
- Tiago Azulão, calciatore brasiliano (San Paolo, n. 1988)
- Tiago Gonçalves, calciatore portoghese (Cascais, n. 2000)

## M(7)
- Tiago Almeida, calciatore portoghese (Lisbona, n. 1990)
- Tiago Almeida, calciatore portoghese (Anadia, n. 2001)
- Tiago Luís, ex calciatore brasiliano (Ribeirão Preto, n. 1989)
- Tiago Alexandre Mendes Alves, calciatore portoghese (Coimbra, n. 1996)
- Tiago Pereira, ex calciatore portoghese (Trofa, n. 1975)
- Tiago Silva, calciatore portoghese (Lisbona, n. 1993)
- Tiago Sá, calciatore portoghese (Vila Verde, n. 1995)

## O(4)
- Tiago Castro, calciatore portoghese (Guimarães, n. 1996)
- Tiago Dantas, calciatore portoghese (Lisbona, n. 2000)
- Tiago Jorge Oliveira Lopes, calciatore portoghese (Vila Nova de Gaia, n. 1989)
- Tiago Mesquita, calciatore portoghese (Vila Nova de Famalicão, n. 1990)

## P(5)
- Tiago Orobó, calciatore brasiliano (Orobó, n. 1993)
- Tiago Pagnussat, calciatore brasiliano (São Jorge d'Oeste, n. 1990)
- Tiago Palacios, calciatore uruguaiano (Buenos Aires, n. 2001)
- Tomás Palacios, calciatore argentino (General Pico, n. 2003)
- Tiago Pereira Cardoso, calciatore lussemburghese (n. 2006)

## R(5)
- Tiago Machado, calciatore portoghese (Gondomar, n. 2004)
- Tiago Real, calciatore brasiliano (Curitiba, n. 1989)
- Tiago Dias, calciatore portoghese (Lisbona, n. 1998)
- Tiago Reis, calciatore brasiliano (Brasilia, n. 1999)
- Tiago Rodrigues, calciatore portoghese (Vila Real, n. 1992)

## S(3)
- Tiago Esgaio, calciatore portoghese (Nazaré, n. 1995)
- Tiago Serrago, calciatore argentino (Buenos Aires, n. 2004)
- Tiago Silva dos Santos, ex calciatore brasiliano (Taquari, n. 1979)

## T(2)
- Tiago Targino, ex calciatore portoghese (Beja, n. 1986)
- Tiago Terroso, ex calciatore portoghese (Vila do Conde, n. 1988)

## V(1)
- Tiago Volpi, calciatore brasiliano (Blumenau, n. 1990)

## Ç(1)
- Tiago Çukur, calciatore turco (Amsterdam, n. 2002)